# Expecting (Angel)
Expecting conocido en América Latina como Esperando y en España bajo la traducción de Encinta es el décimo segundo episodio de la primera temporada de la serie de televisión estadounidense Ángel. Escrito por Howard Gordon y dirigido por David Semel. Se estrenó originalmente el 25 de enero de 2000.

## Argumento
Una emocionada Cordelia está preparándose para asistir con unas amigas a una cita con Wilson Christopher, un reconocido fotógrafo de celebridades de Hollywood. Antes de partir a la fiesta, Cordelia tiene una visión de una especie de nacimiento demoníaco. Una tarea a la que van Ángel y Wesley, quien busca desesperadamente formar parte del equipo.  
En la fiesta, Cordelia y Wilson demuestran tener gran química y esa misma noche en el apartamento de Cordelia, ambos hacen el amor. Al día siguiente Cordelia se despierta solo para encontrar que Wilson se ha ido y con la sorprendente sorpresa de estar embarazada. Ángel y Wesley sospechan que el embarazo es obra de una actividad paranormal y tratan de solucionarlo al temer por la vida de su amiga.  
Wesley trata de averiguar qué clase de bebe está esperando Cordelia al llevarla con el ginecólogo, pero al hacerlo descubre que Cordelia tiene a siete criaturas en su vientre. Mientras, Ángel trata de interceptar al padre de la criatura consultando a Serena la amiga de Cordelia que arregló la cita, pero este solo se entera de que Serena también es una víctima embarazada. 
Ángel por fin da con el paradero de Wilson donde se ve obligado a enfrentarse al resto de los hombres responsables de más embarazos paranormales. Jason, quien embarazó a Serena, le explica que sirven a un demonio al embarazar a las mujeres a cambio de dinero, fama y sexo. Acto seguido Wilson trata de ejecutar a Ángel disparándole, pero este se revela como un vampiro ante los presentes y los derrota. En las oficinas de Investigaciones Ángel; Wesley logra identificar a un demonio Helix como el responsable de los embarazos antes de terminar noqueado por Cordelia quien entra en una especie de trance que la hace proteger a sus bebes a costa de todo. 
Ángel contacta con Wesley advirtiéndole que conoce la ubicación del santuario del demonio, mientras el inglés le comenta que el demonio Helix no puede ser asesinado con fuego o la decapitación y que es muy grande, también le menciona que Cordelia escapó. Ángel advierte que está por dar a luz y comienza a elaborar un plan con Wesley. 
En el santuario del Helix, todas las mujeres embarazadas se preparan para el nacimiento de los demonios. Al lugar llega Wesley decidido a enfrentarse al enorme demonio hasta que aparece Ángel con un enorme tanque de nitrógeno líquido con el que congelan al demonio. Al quedar muerto todas las mujeres incluyendo Cordelia dejan de estar embarazadas.
Al día siguiente Cordelia le agradece a sus amigos los sacrificios que hacen por ella y por haberla rescatado.  

## Elenco
- David Boreanaz como Ángel.
- Charisma Carpenter como Cordelia Chase.
- Alexis Denisof como Wesley Wyndam Pryce.

## Producción

### Redacción
Tim Menear confirmó que el contenido del episodio sirve para jugar con el temor corporal. Por otra parte en el ámbito de la historia Menar afirmó que el episodio sirve para dar a entender que los miembros de Investigaciones Ángel están formando una familia.